# Nonthaburi (província)
Nonthaburi é uma província da Tailândia. Sua capital é a cidade de Nonthaburi.